# Chaetostricha doricha
Chaetostricha doricha är en stekelart som först beskrevs av Walker 1839.  Chaetostricha doricha ingår i släktet Chaetostricha och familjen hårstrimsteklar. Inga underarter finns listade i Catalogue of Life.